# Lysandra (geslacht)
Lysandra is een geslacht van vlinders uit de familie Lycaenidae (kleine pages, vuurvlinders en blauwtjes). Het geslacht wordt ook wel beschouwd als een ondergeslacht van Polyommatus.

## Soorten
- Lysandra albicans Gerhard, 1851 – Kwartsblauwtje
- Lysandra apennina (Zeller, 1847)
- Lysandra arzanovi (Stradomsky & Shchurov, 2005)
- Lysandra bellargus Rottemburg, 1775 – Adonisblauwtje
- Lysandra caelestissima Verity, 1921 – Spaans bleek blauwtje
- Lysandra caucasica (Lederer, 1870)
- Lysandra coridon (Poda, 1761) – Bleek blauwtje
- Lysandra cormion Nabokov, 1941
- Lysandra corydonius Herrich-Schäffer, 1852
- Lysandra dezina de Freina & Witt, 1983
- Lysandra gaillardi Beuret, 1955
- Lysandra  gennargenti Leigheb, 1987
- Lysandra hispana (Herrich-Schäffer, 1852) – Provençaals bleek blauwtje
- Lysandra melamarina Dantchenko, 2000
- Lysandra nufrellensis Schurian, 1977
- Lysandra ossmar (Gerhard, 1853)
- Lysandra petri (Verity, 1920)
- Lysandra philippi Brown & Coutsis, 1978 – Macedonisch bleek blauwtje
- Lysandra punctifera (Oberthur, 1876) - Gestipt adonisblauwtje
- Lysandra sheikh Dantchenko, 2000
- Lysandra syriaca (Tutt, 1910)

### Hybride
- Lysandra x polonus (Zeller, 1845) – Gemengd bleek blauwtje